# University of Wollongong
The University of Wollongong er et offentligt universitet beliggende i kystbyen Wollongong, New South Wales, Australien, cirka 80 kilometer syd Sydney, og betjenes af det nordlige Wollongong jernbanestation, som åbnede i 1915. Fra 2012 havde universitetet i alt 30.516 studerende indskrevet, herunder 11.440 internationale studerende fra mere end 140 lande.
Universitetet har udviklet sig til en multi-campus institution, tre af dem er i Wollongong (Wollongong, Shoalhaven og innovation), en i Sydney, og et i Dubai, De Forenede Arabiske Emirater. Det vigtigste Wollongong Campus ligger på det oprindelige sted fem kilometer nord-vest for bymidten, og dækker et areal på 82,4 hektar med 94 permanente bygninger, herunder seks kollegieboliger. Derudover er der Uddannelsesservice centre i Bega, Batemans Bay, Moss Vale og Loftus samt Sydney Business School i Sydney. Universitetet tilbyder også kurser i samarbejde med partnerinstitutioner i en række offshore steder, herunder Singapore, Malaysia og Hong Kong.
The University of Wollongong markerede universitetets 60. Stiftende jubilæum i 2011.